# Neohyphus quadridentatus
Neohyphus quadridentatus är en skalbaggsart som beskrevs av Voirin 1996. Neohyphus quadridentatus ingår i släktet Neohyphus och familjen Dynastidae. Inga underarter finns listade i Catalogue of Life.